# Весник Євген Якович
Євге́н Я́кович Ве́́сник (рос. Евгений Яковлевич Весник; 15 січня 1923, Петроград, РРФСР — 10 квітня 2009, Москва, Росія) — радянський і російський актор театру та кіно, театральний режисер, майстер художнього слова (читець), публіцист, автор низки сценаріїв для радіо і телебачення. Народний артист СРСР (1989).

## Біографія
Батько, Яків Ілліч Весник (1894—1937), колишній червоний комісар, особистий друг Серго Орджонікідзе, перший директор заводу «Криворіжсталь», убитий у тюрмі НКВД СРСР (1937). Мати — в'язень концтаборів ГУЛАГ СРСР.
Учасник німецько-радянської війни з червня 1942 року. Закінчив війну лейтенантом, ад'ютантом командира 5-ї гвардійської гаубичної артилерійської бригади 2-ї гвардійської артилерійської дивізії прориву РГК.
Після війни вступив до театрального училища імені М. С. Щепкіна, яке закінчив у 1948 році й прийшов до московського театру Станіславського. У 1954 році Є. Весник прийшов у театр Сатири.
У 1963 році перейшов до академічного Малого театру, де пропрацював до 1992 року.
У кіно знімався з 1955 року, дебютував у Сергія Юткевича в «Отелло» у ролі Родріго. Знявся у кількох десятках картин. Серед них: «Сім стариків і одна дівчина», «Трембіта», «Вас викликає Таймир», «Офіцери», «Кажан», «Пригоди Електроніка».
Окрім акторської роботи в біографії Євгена Весника були режисерські роботи в театрі, також він написав низку сценаріїв для радіо і телебачення, опублікував низку книг («Абракадабри», «Задушевні бесіди з сніжною людиною», «Дарую, що пам'ятаю»).

## Нагороди і почесні звання
Нагороджений російським орденом «За заслуги перед Вітчизною» IV ступеня (1998), радянськими орденами Вітчизняної війни 2-го ступеня (06.04.1985), Червоної Зірки (28.02.1945), багатьма медалями, у тому числі двома «За відвагу» (28.06.1944, 10.06.1945).
У 1989 році став народним артистом СРСР.

## Фільмографія
- 1955 — Отелло — Родріго
- 1955 — Урок життя — Петро Замковой
- 1956 — Справа № 306 — Петро Іванович Грунін, економіст з Новосибірська
- 1956 — П'ять днів (короткометражний) — Громов
- 1956 — Старий Хотабич — постовий міліціонер
- 1957 — Нічний патруль — розтратник
- 1959 — Оголена зі скрипкою (фільм-спектакль) — репортер Клінтон Премінджер
- 1960 — Стрибок на зорі — відвідувач кафе
- 1961 — Відрядження — представник обкому партії
- 1962 — Інтерв'ю у весни (фільм-спектакль) — Давид Іванович Медакін
- 1962 — Спадкоємці Рабурдена (фільм-спектакль) — Рабурден
- 1962 — Яблуко розбрату — Ілля Григорович Руденко
- 1963 — Стежки-доріжки — Тимофій Остапович Воронюк
- 1964 — Звичайне диво — мисливець
- 1964 — Пригоди Толі Клюквіна — Малінін
- 1964 — Світло далекої зірки — Афанасій Петрович Симонюк
- 1964 — Слід в океані — Іван Прокопович Єльцов
- 1965 — Іноземка — професор
- 1965 — Перекличка — Вася
- 1965 — Мандрівник з багажем — Іван Сергєєв, попутник в поїзді
- 1965 — Погоня — рибалка
- 1965—1983 — Фитиль (короткометражний)
- 1966 — 12 могил Ходжи Насреддіна — професор Цвєтков
- 1966 — Як солдат від війська відстав — оповідач
- 1966 — Коли грає клавесин (короткометражний) — професор правознавства
- 1966 — Кола Брюньйон (фільм-спектакль) — Кола Брюньйон
- 1967 — Ми — чоловіки (фільм-спектакль) — Філліпс
- 1967 — Зниклий чиновник (фільм-спектакль)
- 1967 — Сильні духом — Ворончук
- 1967 — Я Вас любив … — Павло Голіков
- 1968 — Експеримент доктора Абста — американський військовий моряк Джаба
- 1968 — Нові пригоди невловимих — полковник з величезним чолом
- 1968 — Сім старих та одна дівчина — директор спорткомплексу
- 1968 — Трембіта — Богдан Сусик, колишній дворецький графа
- 1968 — Угрюм-ріка — пристав Федір Степанович Амбреев
- 1970 — Валерка, Ремка + ... — Євген
- 1970 — Вас викликає Таймир — Іван Іванович Цеглярів
- 1970 — Вибух уповільненої дії
- 1970 — Пригоди жовтої валізки — диспетчер польотів в аеропорту
- 1971 — Червона заметіль — Балабан
- 1971 — Офіцери — фельдшер
- 1972 — Записки Піквікського клубу (фільм-спектакль) — Уордль
- 1972 — Невідомий, якого знали всі
- 1972 — П'ятдесят на п'ятдесят — травматолог-хірург
- 1972 — Дивак з п'ятого «Б» — дільничний лікар
- 1973 — Нейлон 100 % — Єгор Мотовилін
- 1973 — Найостанніший день (фільм-спектакль) — Бизін
- 1973 — Найсильніший — Халіф / Візир
- 1973 — Розумні речі — книгоноша / Посол
- 1974 — Сторінками Сатирикону-2 (фільм-спектакль) — підлеглий
- 1974 — Три дні в Москві — Андрій Петрович Потапов
- 1974 — Єралаш (випуск № 109 — «Віщий сон») — директор школи
- 1975 — Хвилі Чорного моря — шпік «Вусатий»
- 1975 — Це ми не проходили — Іван Андрійович — головний архітектор, керівник інституту
- 1975 — У мене є лев — директор цирку Герман Олексійович
- 1976 — Ну, публіка! (Фільм-спектакль) — начальник станції
- 1977 — Весь світ в очах твоїх… — Павел Іванович
- 1977 — Сторінками «Блакитної книги» (фільм-спектакль) — оповідач
- 1977 — Рідні — Іван Захарович Засекін
- 1978 — Кажан — прокурор Амедей
- 1978 — По вулицях комод водили — директор гастроному Мурін
- 1978 — Засіб Макропулоса (фільм-спектакль) — Гаук-Шендорф
- 1979 — Бабусі надвоє сказали... — директор цирку Юрій Сергійович
- 1979 — Мамуре (фільм-спектакль) — Антуан
- 1979 — Пригоди Електроніка — вчитель математики Таратар
- 1979 — Сьогодні і завтра — Євген Якович Юраш
- 1979 — Тема — Пащин Ігор Іванович
- 1980 — Мільйони Ферфакса — верховний комісар поліції
- 1980 — Сьома п'ятниця — голова колгоспу Курбоналієв
- 1980 — Скандальна подія в Брікміллі — член міського правління Хардейкр
- 1980 — Таємниця Едвіна Друда (фільм-спектакль) — Сапсі
- 1981 — Пора червоних яблук — Халіл
- 1981 — Хочу, щоб він прийшов — Валерій Павлович
- 1982 — Чародії — голова комісії
- 1983 — Вільний вітер — комісар
- 1984 — Берег його життя — фінансист
- 1985 — Ревізор (телеспектакль) — городничий Антон Антонович Сквозник-Дмухановський
- 1986 — Десь гримить війна — начальник станції Корольов
- 1986 — Рік теляти — професор
- 1986—1987 — Кінець світу з подальшим симпозіумом — Мілтон Грінблатт
- 1987 — Одного разу збрехавши… — батько Олександра
- 1988 — Іван (фільм-спектакль) — Дудник
- 1989 — Філіпп Траум — доглядач княжого замку Брандт
- 1990 — Аферисти — лектор
- 1990 — Червоне вино перемоги — фотограф
- 1990 — Шапка — Соломон Овсійович Фішкин
- 1991 — Дій, Маню! — Євген Данилович
- 1991 — Злочин лорда Артура — гер Вінкелькопф — виробник бомб
- 1992 — Аляска, сер! — пан Ісаак
- 1992 — На Дерибасівській гарна погода, або На Брайтон-Біч знову йдуть дощі — радист Моня
- 1992 — Ноїв Ковчег
- 1992 — Тьма
- 1993 — Пістолет з глушником — «Пастух»
- 1994 — Майстер і Маргарита — доктор в психлікарні
- 1995 — Ширлі-мирлі — доктор Цітін
- 1999 — Білий танець — дитячий лікар

### Озвучування
- 1958 — Перша скрипка
- 1959 — Пригоди Буратіно — папа Карло
- 1962 — Чудовий сад
- 1965 — Світлячок № 6
- 1967 — чаклун-Коваль
- 1967 — Машинка часу — Паша-паша
- 1967 — Межа
- 1967 — Раз-два, дружно!
- 1967 — Чесне крокодільское — доктор Лев
- 1968 — Кіт у чоботях — король
- 1969 — Дід Мороз і літо
- 1969 — Примхлива принцеса — жебрак
- 1970 — Кентервільський привид — американець
- 1971 — Три Банана
- 1972 — Коник Зелений — Жук
- 1972 — Коля, Оля і Архімед
- 1974 — З миру по нитці — начальник команди Пень-колода
- 1978—1980 — Наш друг Пишичитай — Пишичитай
- 1981 — Пес у чоботях
- 1982 — Пригоди чарівного глобуса, або Витівки відьми — чаклунка
- 1984 — Горщик каші
- 1984 — Як щеня вчилося плавати рак
- 1984 — Муфтик, Півчеревичок і Мохобородько
- 1988 — Довірливий Дракон
- 1988 — Домовик і господиня — домовик
- 1988 — Як мишеня пішло в школу — ворон
- 1993 — Сільський водевіль
- 1994 — Ах, ці жмурки!